# Ioannis Fountoulis

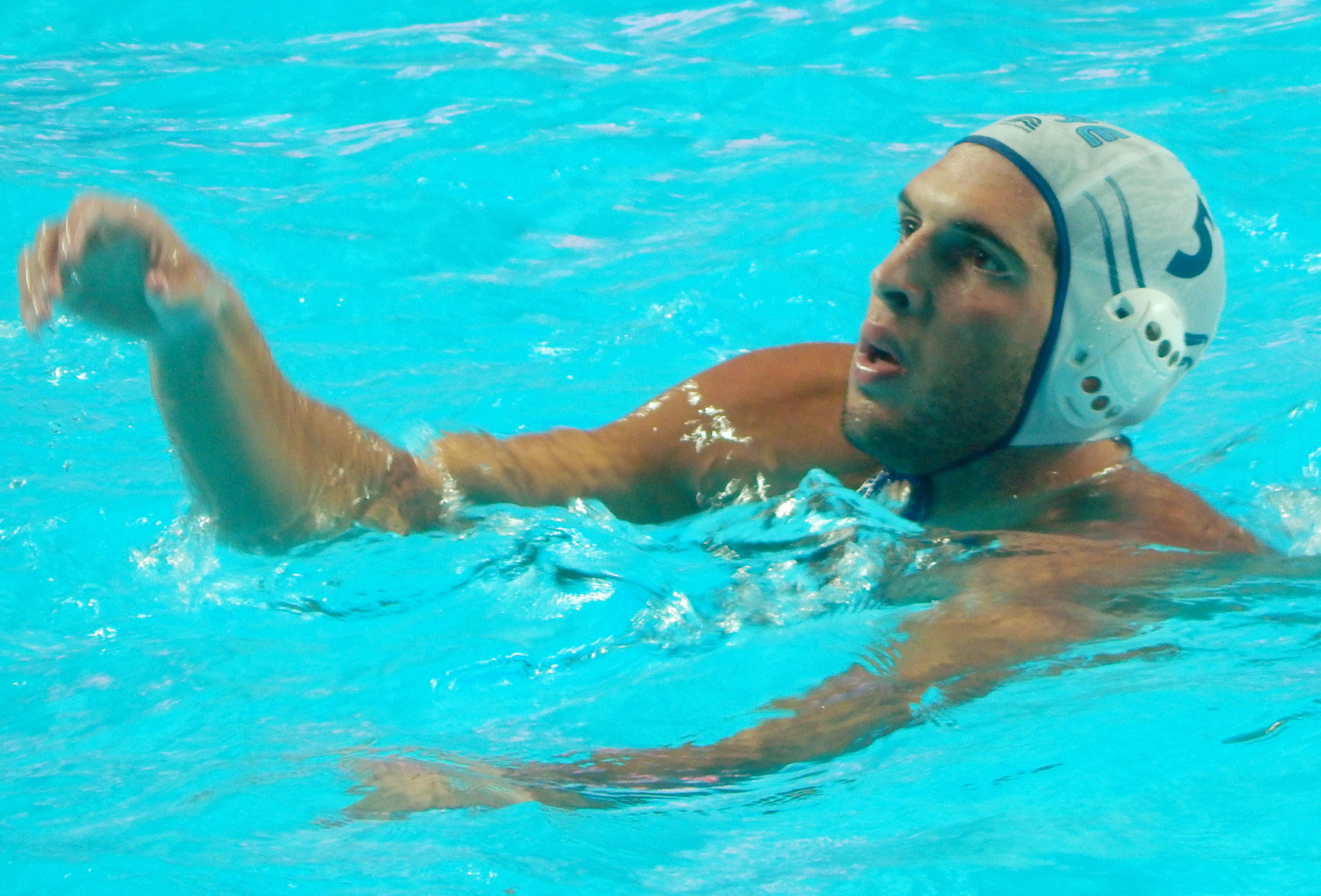
Ioannis Fountoulis 2015 in Kasan

Ionannis „Giannis“ Fountoulis (griechisch Ιωάννης "Γιαννης" Φουντουλης, * 25. Mai 1988 in Chios) ist ein griechischer Wasserballspieler. Er war 2021 Olympiazweiter und 2015 Weltmeisterschaftsdritter.

## Sportliche Karriere
Der 1,86 m große Ioannis Fountoulis verpasste 2012 mit der griechischen Nationalmannschaft den Einzug ins Viertelfinale bei den Olympischen Spielen in London. In fünf Spielen warf er zehn Tore, davon fünf beim 11:4 gegen Kasachstan. Im Juni 2013 fanden im türkischen Mersin die Mittelmeerspiele 2013 statt, hinter Kroatien und Spanien belegten die Griechen den dritten Platz. Einen Monat später bei der Weltmeisterschaft in Barcelona unterlagen die Griechen im Viertelfinale der ungarischen Mannschaft und erreichten schließlich den sechsten Platz. 2014 bei der Europameisterschaft in Belgrad verloren die Griechen im Viertelfinale gegen die Serben und unterlagen im Spiel um den fünften Platz den Kroaten. Fountoulis erzielte sowohl gegen die Serben als auch gegen die Kroaten drei Tore. Im Jahr darauf bei der Weltmeisterschaft in Kasan gewannen die Griechen ihre Vorrundengruppe mit drei Siegen, zu denen Fountoulis insgesamt zehn Tore beisteuerte. Ab dem Viertelfinale mussten die Griechen jeweils in die Verlängerung und danach ins Penaltyschießen. Im Viertelfinale gegen Australien traf Fountoulis seinen Penalty und Griechenland siegte. Im Halbfinale gegen Kroatien hielt Josip Pavić den Penalty von Fountoulis und Kroatien erreichte das Finale. Schließlich im Spiel um den dritten Platz gegen Italien verwandelten vier Griechen, darunter Fountoulis, ihren Penalty und die griechischen Spieler erhielten die Bronzemedaille. 2016 bei den Olympischen Spielen in Rio de Janeiro belegten die Griechen in der Vorrunde den zweiten Platz hinter den Ungarn und verloren im Viertelfinale gegen die Italiener. In den Platzierungsspielen erreichten die Griechen den sechsten Platz. Fountoulis erzielte im Turnierverlauf 14 Tore.
2017 bei der Weltmeisterschaft in Budapest erreichten die Griechen in der Vorrunde den zweiten Platz hinter der Mannschaft Serbiens. Nach einem Sieg über Montenegro verloren die Griechen im Halbfinale gegen Ungarn. Im Spiel um den dritten Platz trafen sie wieder auf Serbien und unterlagen mit 8:11. 2018 erreichten die Griechen bei den Mittelmeerspielen den zweiten Platz hinter den Serben. Kurz darauf bei der Europameisterschaft in Barcelona belegten die Griechen den fünften Platz, nachdem sie im Viertelfinale gegen Spanien verloren hatten. Fountoulis erzielte im Turnierverlauf 17 Tore, davon allein sieben beim 12:11 gegen Russland. 2019 belegten die Griechen den siebten Platz bei der Weltmeisterschaft in Gwangju. Bei den 2021 ausgetragenen Olympischen Spielen in Tokio gewannen die Griechen ihre Vorrundengruppe vor den Italienern. Im Viertelfinale bezwangen sie die Mannschaft Montenegros und im Halbfinale die Ungarn. Im Finale siegten die Serben mit 13:10. Die Griechen gewannen die erste olympische Wasserball-Medaille bei den Männern überhaupt, nachdem 2004 in Athen die Damen Silber gewonnen hatten. Bei der Schlussfeier der Olympischen Spiele war er als Mannschaftskapitän der Wasserballer Fahnenträger der griechischen Mannschaft.
2022 bei der Weltmeisterschaft in Budapest unterlag die griechische Mannschaft im Halbfinale den Italienern. Das Spiel um den dritten Platz gewannen die Griechen mit 9:7 gegen Kroatien. Im Jahr darauf bei der Weltmeisterschaft in Fukuoka besiegten die Griechen im Viertelfinale Montenegro mit 10:9 und im Halbfinale die Serben mit 13:7. Das Endspiel gegen Ungarn benötigte ein Penaltyschießen, bis die Ungarn als Weltmeister feststanden. Bei den Olympischen Spielen 2024 in Paris unterlagen die Griechen im Viertelfinale den Serben mit 11:12. In den Platzierungsspielen erreichten sie den fünften Platz.
Auf Vereinsebene spielte Ioannis Fountouris von 2009 bis 2019 bei Olympiakos SFP, mit denen er in dieser Zeit neun griechische Meistertitel gewann. Danach war er zwei Jahre in Ungarn bei Ferencváros Budapest, bevor er nach Piräus zurückkehrte.